# Metal Heart
Metal Heart je šesté studiové album německé heavymetalové skupiny Accept. Vydáno bylo v březnu roku 1985 a jeho producentem byl Dieter Dierks, který s kapelou spolupracoval i později. Nahráno bylo od října do prosince 1984 v producentově studiu v Stommelnu. V hitparádě Billboard 200 se umístilo na 94. místě.

## Seznam skladeb
Autory veškeré hudby i textů jsou členové skupiny Accept a Deaffy.
1. „Metal Heart“ – 5:19
2. „Midnight Mover“ – 3:05
3. „Up to the Limit“ – 3:47
4. „Wrong Is Right“ – 3:08
5. „Screaming for a Love-Bite“ – 4:06
6. „Too High to Get It Right“ – 3:47
7. „Dogs on Leads“ – 4:23
8. „Teach Us to Survive“ – 3:32
9. „Living for Tonite“ – 3:33
10. „Bound to Fail“ – 4:58

## Obsazení
- Udo Dirkschneider – zpěv, doprovodné vokály, luskání prsty
- Wolf Hoffmann – kytara, doprovodné vokály, sitár
- Jörg Fischer – kytara, baskytara, doprovodné vokály, luskání prsty
- Peter Baltes – baskytara, nožní syntezátor, doprovodné vokály
- Stefan Kaufmann – bicí, doprovodné vokály, tympány, gong, zpěv